# PalaRobaan
Il PalaRobaan è lo stadio del ghiaccio di Roana. Secondo stadio del ghiaccio dell'Altopiano dei Sette Comuni, come l'Hodegart (da cui dista ca. 7 Km), il nome del palazzetto deriva dal cimbro: "Robàan" in tale idioma significa infatti "Roana".
Il palaghiaccio sorge in prossimità del laghetto Lonaba e del parco acrobatico di Roana. Oltre a discipline legate agli sport del ghiaccio, il palazzetto può ospitare anche altre manifestazioni sportive.

## Storia
L'idea di realizzare questa struttura si deve in parte all'esigenza di dotare il comprensorio di un palaghiaccio che andasse a sopperire alle esigenze dei numerosi club sportivi legati al mondo del pattinaggio, su pista e su ghiaccio, viste anche le crescenti difficoltà di poter utilizzare la struttura di Asiago, già abbondantemente utilizzata; in parte si deve ai successi sportivi del pattinatore, proprio di Roana, Enrico Fabris, vincitore di due medaglie d'oro ai Giochi Olimpici di Torino 2006, vittorie che diedero lo spunto all'amministrazione comunale per realizzare l'opera, opera che è stata realizzata anche grazie alla collaborazione col Comune di Asiago.
Dopo un lungo periodo di stallo durante la fase di completamento della costruzione, il palazzetto venne inaugurato ufficialmente il 7 agosto 2014.
Nel giugno 2016, congiuntamente all'impianto di Asiago, il palazzetto ha ospitato i mondiali di hockey in-line.